# Adel Namane
Pour les articles homonymes, voir Naaman (homonymie).
Adel Namane (en arabe : عادل نعمان) est un footballeur algérien né le 14 juin 1987 à Sour El Ghozlane dans la banlieue de Bouira. Il évolue au poste de défenseur à l'US Tébessa.

## Biographie
Il évolue en Division 1 avec les clubs du MC El Eulma et de l'ASM Oran.
Il dispute un total de 68 matchs en première division algérienne, se classant quatrième du championnat lors de la saison 2013-2014 avec l'équipe d'El Eulma. Il participe à la Ligue des champions d'Afrique avec El Eulma, atteignant les huitièmes de finale de cette compétition en 2015.